# Cyklistika v Praze

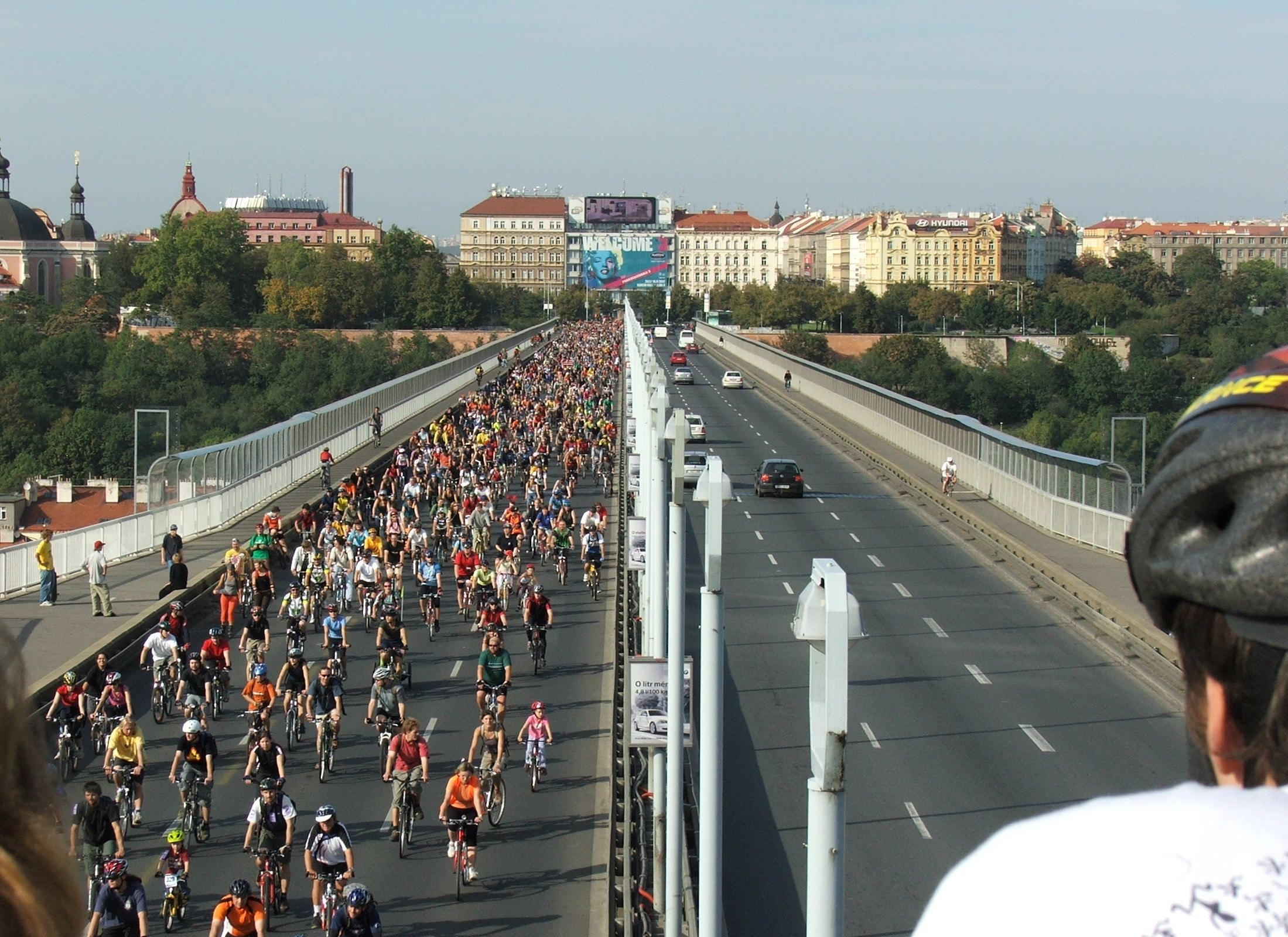
Cyklojízda na Nuselském mostě v září 2007

V Praze je cyklistika neboli cyklistická doprava i oproti ostatním českým městům málo rozvinutou formou dopravy, jízda na kole v průměru tvoří 1,5 procenta ze všech dopravních výkonů. V roce 2010 bylo v Praze 282 000 cyklistů, z nichž bylo 157 000 rekreačních, 65 000 sportovních a 60 000 dopravních.
Největší překážkou rozvoje cyklistiky v Praze je bezpečnost, nedostatečná infrastruktura, stavěná často „salámavou metodou". Řidiči v Praze nejsou k cyklistům často ohleduplní, při dopravních špičkách zabírají cyklopruhy, nedávají přednost či je agresivně předjíždějí. Budování cyklopruhů v ulicích se mnohdy setkává s odporem.

## Historie

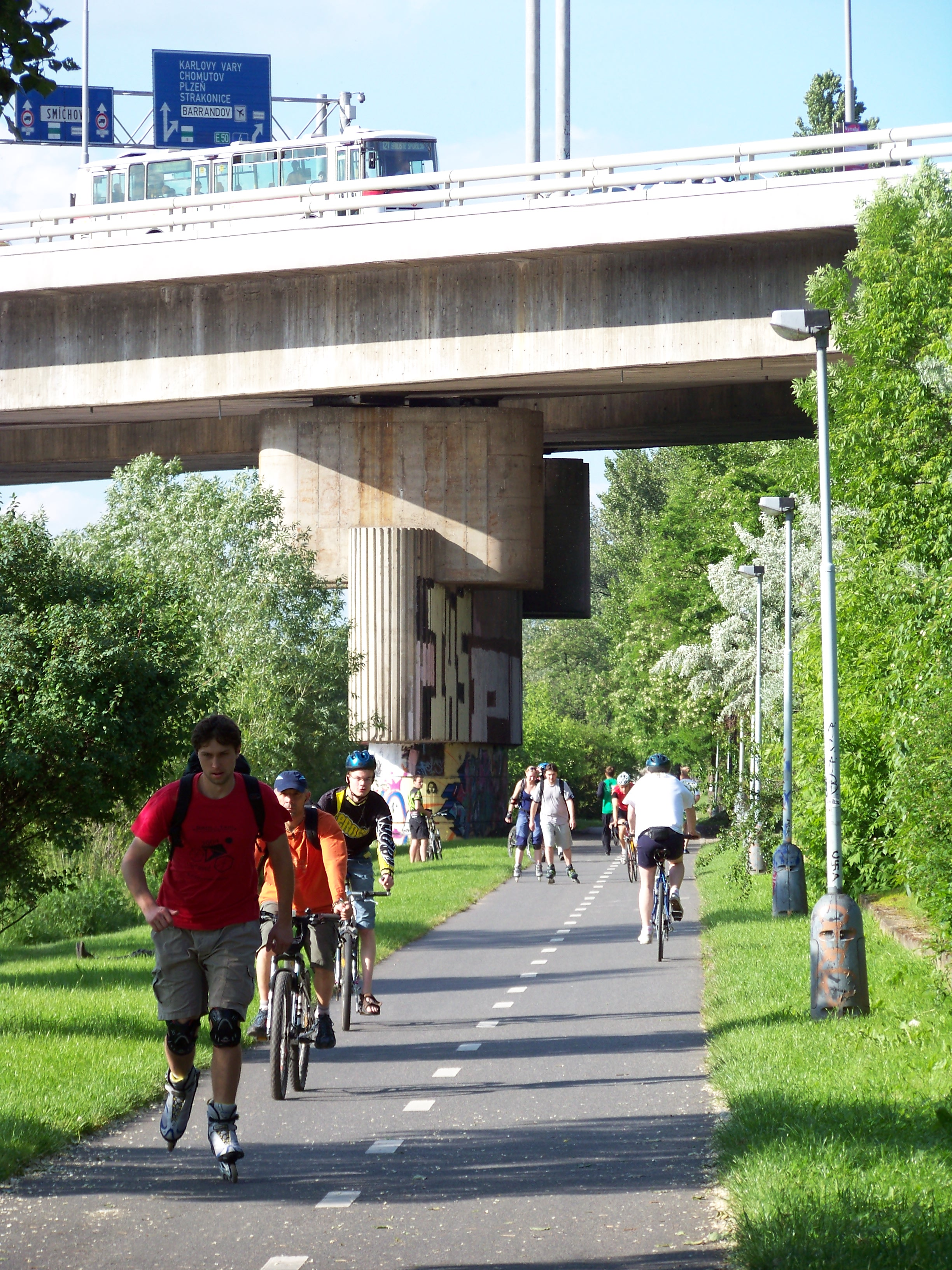
Pobřežní cesta podél Vltavy pod Barrandovským mostem je jednou z nejvytíženějších pražských sdílených stezek

### Před rokem 1989
Praha nikdy v historii nebyla považována za město přátelské k cyklistům. Nebyly dohledány žádné zmínky o cyklistické infrastruktuře před první světovou válkou. V roce 1956 byly podél Letňanské ulice v Letňanech poprvé navrženy vyvýšené cyklopruhy. Toto opatření bylo výjimečné, v současnosti pruhy neslouží cyklistům, ale jako chodníky pro pěší. Cyklistická infrastruktura nebyla budována ani během výstavby velkých sídlišť, jako například Jižní Město, Severní Město nebo Černý Most. První cyklotrasa byla v Praze vyznačena v roce 1986 v parku Stromovka, byla určena pro rekreační jízdu na kole.

### 1989–2000
Po sametové revoluci nastal tlak na budování automobilové infrastruktury. V pěti letech po revoluci se počet automobilů v hlavním městě zdvojnásobil, což přineslo také zhoršené podmínky pro jízdu na kole. Po revoluci se ale zároveň zvýšila popularita rekreační cyklistiky, Klub českých turistů zde vyznačil první cyklotrasy. První hromadná cyklojízda se v Praze konala v roce 1991, měla přibližně 80 účastníků.
V roce 1993 schválila Rada hl. m. Prahy plán realizace a proznačení 400 kilometrů cyklistických tras do roku 2000. V roce 2000 byla ale z těchto plánů realizována ani ne polovina, město za sedm let investovalo do sdílených stezek 5,7 milionů korun.

### 2000–současnost
V roce 2003 jezdilo po Praze odhadem 1500 až 4000 cyklistů. V roce 2010 už to bylo čtyřicet až padesát tisíc lidí v letní sezóně. Město se po přelomu tisíciletí snaží cyklisty integrovat také do provozu, a to díky utváření cyklopruhů či cyklopiktokoridorů. Díky budování cyklistické infrastruktury po roce 2000 se snížil počet nehod na kole o polovinu.
V roce 2007 byla založen spolek AutoMat, který podporuje udržitelnou dopravu v Praze – především tedy pěší chůzi, cyklistiku a hromadnou dopravu. Rok předtím vznikl magazín Prahou na kole (později Městem na kole), který mimo jiné představil první online cyklistickou mapu Prahy.
V roce 2010 byla schválena Koncepce rozvoje cyklistické dopravy a rekreační cyklistiky v Praze do roku 2020, jejímž hlavním cílem bylo do roku 2020 zvýšit podíl cyklistické dopravy z celkové přepravní kapacity na 5-7 %, v zimě na 2-3 %.
První „americký" cyklopruh, tedy cyklopruh nacházející se za parkujícími auty vznikl v Praze v roce 2013 v ulici Na Příkopě. Krátce poté byl vyznačen i v navazující Hybernské ulici. Oba znamenaly zpřístupnění páteřní cyklotrasy a zlepšení cyklistické dopravy v hlavním městě.
Během pandemie covidu-19 na jaře 2020 zaznamenala Praha výrazný nárůst lidí na kole, dle sčítačů šlo meziročně o nárůst 39 %. Náměstek primátora hlavního města Adam Scheinherr v červnu 2020 uvedl: „Pozitivní především je, že výrazně narostl počet lidí, kteří se na kole pravidelně přepravují do práce. Od začátku restriktivních opatření činí meziroční nárůst těchto cyklistů 47 procent a v posledních třech týdnech, přitom v meziročním srovnání velice chladných a deštivých, dokonce 60 procent,“.

## Infrastruktura

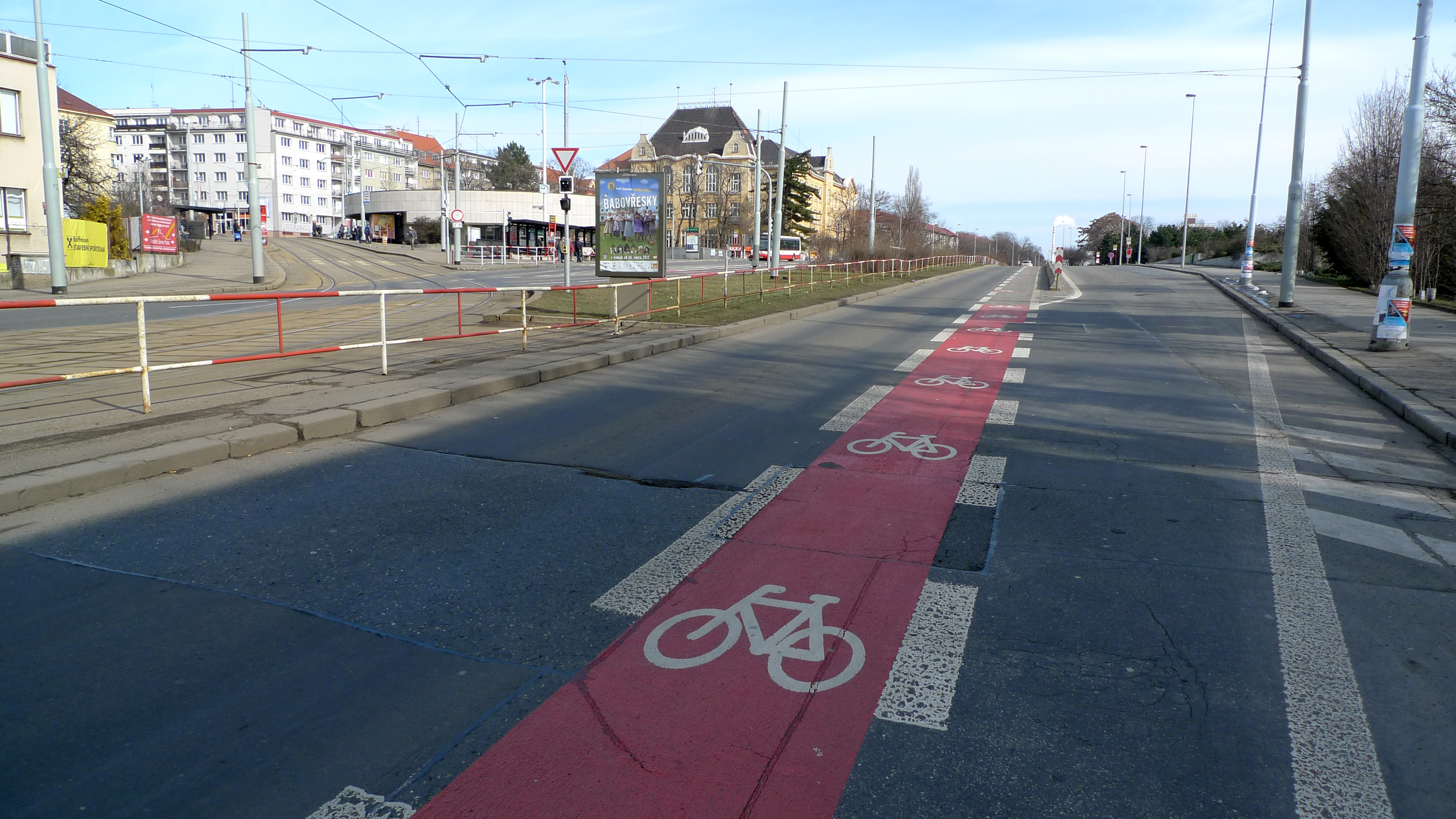
Cyklopruh u stanice metra Strašnická na ulici V Olšinách

### Cyklotrasy
Město má síť značených cyklotras, jež byla v roce 2023 dlouhá celkem 549 kilometrů, z čehož 248 km je chráněných (mimo silnici). Přímo na silnici zde bylo vyznačeno 74,2 kilometrů cyklopruhů a 73,5 km ochranných pruhů, dále také 37,7 km piktokoridorů a 40 km společných pro autobusy a cyklisty. Město mělo také 46,6 km jednosměrných ulic, které pro cyklisty fungují obousměrně (cykloobousměrky) a 219 cyklistických přejezdů.
| Rok  | Cyklotrasy | Chráněné | Piktokoridory | Cykloobousměrky | Přejezdy |
| ---- | ---------- | -------- | ------------- | --------------- | -------- |
| 2013 | 417 km     | 161 km   | 30,2 km       | 17,8 km         | 48       |
| 2014 | 430 km     | 163 km   | 31,6 km       | 20,3 km         | 54       |
| 2015 | 454 km     | 167 km   | 33 km         | 23 km           | 60       |
| 2016 | 472 km     | 173 km   | 33 km         | 23 km           | 72       |
| 2017 | 477 km     | 178 km   | 34 km         | 24 km           | 75       |
| 2018 | 500,3 km   | 186,5 km | 33,7 km       | 27,7 km         | 96       |
| 2019 | 515 km     | 194 km   | 34,1 km       | 29 km           | 112      |
| 2020 | 520 km     | 200 km   | 34,1 km       | 32,6 km         | 157      |
| 2021 | 531 km     | 215 km   | 36,4 km       | 37,3 km         | 192      |
| 2022 | 543 km     | 233 km   | 36,9 km       | 42 km           | 203      |
| 2023 | 549 km     | 248 km   | 37,7 km       | 46,6 km         | 219      |

### Stojany na kola
Oficiálních městských cyklostojanů je v Praze podle TSK k roku 2023 celkem 4 367. Přesto je jich dlouhodobě nedostatek a často chybí na důležitých dopravních uzlech. Většina stojanů je instalována na chodnících. Parkovací stojany pro kola na silnici se poprvé (kromě pilotních projektů) instalovaly až v roce 2024. V Evropě je toto řešení mnohem častější. 
V letech 2011 až 2014 uvádí TSK jejich přibližný počet. Do roku 2010 nejsou jejich celkové počty v ročenkách uváděny vůbec. Největší nárůst proběhl v letech 2016 a 2017, kdy bylo v obou letech instalováno shodně 793 nových stojanů. Nejnižší nárůst od roku 2010 byl v roce 2014, kdy bylo instalováno 40 nových stojanů.
| Rok  | Počet | Změna |
| ---- | ----- | ----- |
| 2010 | 927   | + 57  |
| 2011 | 1 230 | + 303 |
| 2012 | 1392  | + 360 |
| 2013 | 1 500 | + 108 |
| 2014 | 1 540 | + 40  |
| 2015 | 1 714 | + 174 |
| 2016 | 2 507 | + 793 |
| 2017 | 3 300 | + 793 |
| 2018 | 3 594 | + 294 |
| 2019 | 3 872 | + 278 |
| 2020 | 4 083 | + 211 |
| 2021 | 4 174 | + 91  |
| 2022 | 4 324 | + 150 |
| 2023 | 4 367 | + 43  |

### Cyklodepa
V Praze jsou dvě cyklodepa, které složí pro rozvoz balíků na nákladních kolech. Třetí se plánuje otevřít v Zahradním městě. První cyklodepo bylo otevřeno v roce 2020 na Florenci, druhé o rok později na Smíchově. Obě depa vznikla ve spolupráci s Technickou správou komunikací, která zajišťuje přípravu a provoz prostorů. Cílem těchto dep je snížit počet dodávek ve městě a zklidnit dopravu. 

## Sdílení jízdních kol
První pokus o sdílení jízdních kol byl projekt žlutých kol Yello od české firmy Homeport. Systém byl spuštěn v říjnu 2005. V roce 2011 firma nainstalovala po Karlíně systém nový, s dokovacími stanicemi a pokročilejšími bicykly. Jednalo se o bikesharing velmi malých rozměrů, na kterém firma testovala různé technologie.

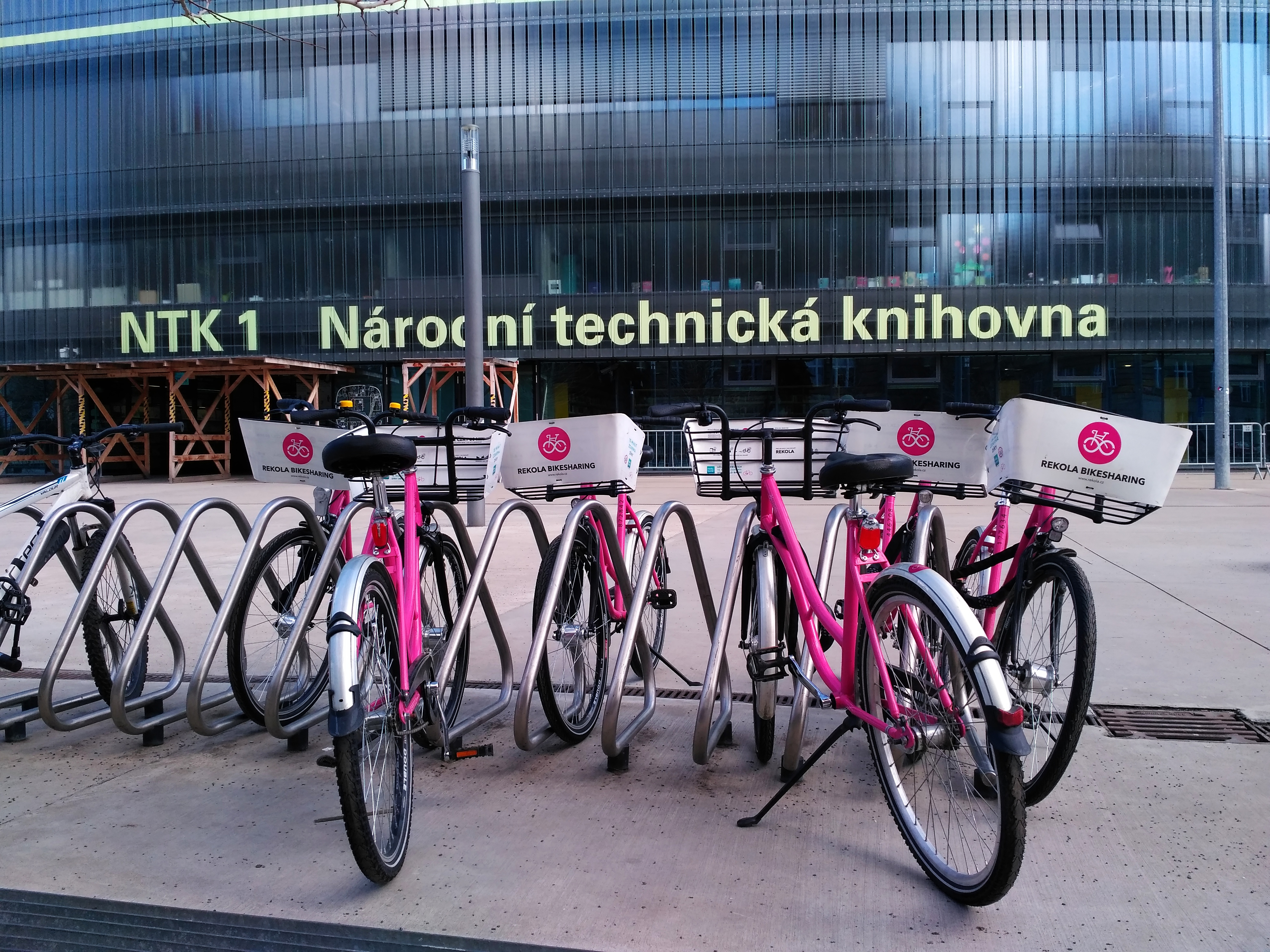
Sdílená jízdní kola Rekola u Národní technické knihovny

V roce 2013 začalo sdílení jízdních kol v Praze také mimo Karlín, byl totiž spuštěn český projekt růžových kol zvaných Rekola. Ten postupně rozšiřuje místa své působnosti a zvyšuje počet kol. K roku 2019 provozuje kol po Praze celkem 900.
Testovací provoz prováděla v Praze v roce 2017 čínská bikesharingová firma Ofo, nerozhodla se ale v Praze pokračovat.

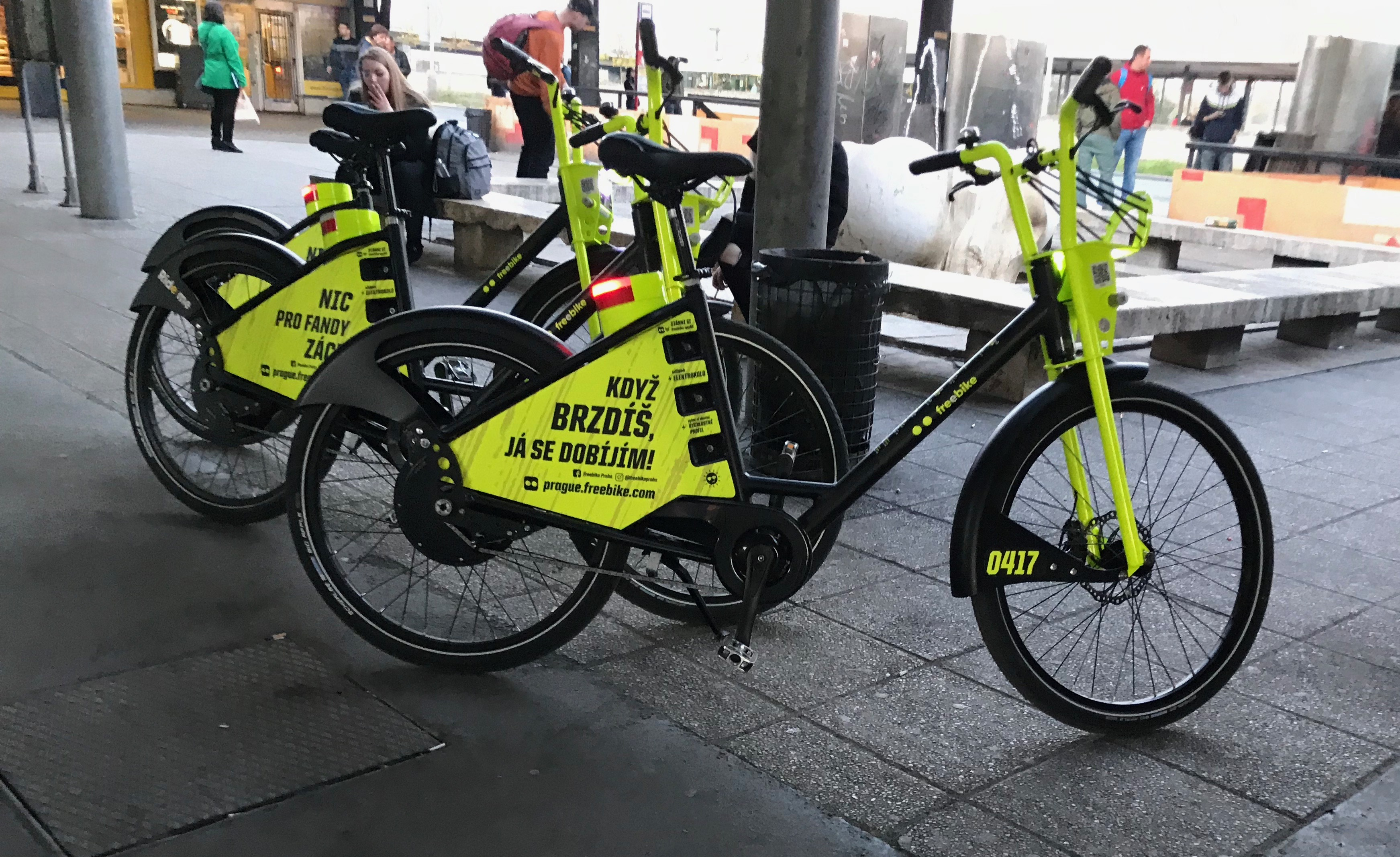
Sdílená elektrokola Freebike na stanici metra Kačerov

Další firma sdílející kola jménem Velonet se přidala v červnu 2018. Do roku 2020 provozovala svůj stanicový systém na Praze 4 u Vltavy.
Na podzim roku 2018 po Praze své elektrické koloběžky rozdistribuovala také americká firma Lime. Jako první ze všech bikesharingů v Praze začala působit také v mnohých oblastech širšího centra Prahy jako Vršovice, Nusle, Dejvice, Letná či Pankrác. Po městě měla k roku 2018 rozmístěno přibližně 300 koloběžek, v létě 2019 už jich bylo přes 1200. Řada lidí je začala také kritizovat za překážení na chodnících a především kvůli rychlým neohleduplným jezdcům.
Od 1. dubna 2019 byl spuštěn po Praze první systém sdílení elektrokol jménem Freebike. Provozuje je firma Homeport, která jejich zavedením zrušila svůj stanicový systém v Karlíně. Po širším centru Prahy bylo rozmístěno 540 zeleno-žlutých elektrokol. Firma na konci roku 2019 své působení v Praze postupně ukončila.
Na podzim 2020 přibyly v Praze dva provozovatelé elektrokol. Prvním je estonská firma Bolt s 600 zelenými elektrokoly a americká firma Lime, která do Prahy přivezla několik desítek červených kol původně spadající pod firmu Jump. K dispozici tak bylo v ulicích přibližně 2600 sdílených kol. V nedaleké Vídni to bylo 4300.

### Provozovatelé
Aktuální k roku 2024
| Název firmy | Kola  | Kola | Začátek působení | Poznámky                                                                       |
| Název firmy | Počet | Rok  | Začátek působení | Poznámky                                                                       |
| ----------- | ----- | ---- | ---------------- | ------------------------------------------------------------------------------ |
| Rekola      | 1500  | 2023 | 2013             |                                                                                |
| Nextbike    | 1500  | 2023 | 2020             |                                                                                |
| Bolt        | 200   | 2025 | 2020             | Elektrokola                                                                    |
| Lime        | 50    | 2025 | 2020             | Lime od roku 2018 v Praze provozuje elektrokoloběžky, od roku 2020 elektrokola |

## Politika
Na Magistrátu hl. m. Prahy existuje funkce cyklokoordinátor a také cyklokomise, celým názvem Komise Rady hlavního města Prahy pro cyklistickou dopravu. Od roku 2019 je cyklokoordinátorem Pavel Polák, který jím byl již mezi roky 2002 až 2010.
Praha má dokument zvaný Koncepce rozvoje cyklistické dopravy v Praze, jež platí od roku 2010 a končí rokem 2020. Zabývá se zvýšením počtu dopravních cyklistů v hlavním městě z 2,6 % v roce 2010 na chtěných 7 % v roce 2020. Součástí koncepce je generel páteřních a hlavních cyklotras v délce přibližně 1 000 km, z něhož bylo v roce 2010 vyznačeno necelých 450 km, do roku 2020 tedy zbývalo vyznačit dalších 550 km. Podle koncepce by mělo každý rok přibýt alespoň 10 km dopravních opatření či sdílených stezek.
Politici na pražském magistrátě se výzvy Do práce na kole spolku AutoMat účastní od roku 2014. V roce 2019 to bylo celkem 105 zaměstnanců Magistrátu hl. m. Prahy a městských organizací včetně primátora Zdeňka Hřiba nebo radního pro dopravu Adama Scheinherra.
Město také od roku 2017 provozuje mobilní aplikaci Na kole Prahou. V roce 2018 měla deset tisíc nových uživatelů.
Od roku 2019 má hlavní město také Plán udržitelné mobility Prahy a okolí, který je platný do roku 2030. Jeho podkapitolou je podpora dopravní cyklistiky. Zhodnocuje, že Praha zaostává oproti ostatním evropským městům v podílu cyklistiky, že chybí síť cyklotras na okrajových částech města a že trpí nespojitostí cyklistických opatření na hlavních trasách. Cíle jsou lepší navázání cyklistické dopravy na síť veřejné dopravy, budování B+R a nových cyklotras či chce snížit počet zraněných cyklistů.

## Spolky
V Praze působí také několik spolků a iniciativ, které se zabývají lepšími podmínkami pro cyklisty, často také chodce a hromadné dopravy. Známý je spolek AutoMat který zasazuje se o zklidňování dopravy, snížení počtu automobilů ve městě a posilování úlohy cyklistické, pěší a MHD. Provozuje například informačně zpravodajský portál a magazín Městem na kole (dříve Prahou na kole) nebo projekt Do práce na kole, který funguje nejen v Praze.
Od roku 2019 v Praze funguje komunitní dílna s názvem „Bike Kitchen", ve které se lidé mohou naučit opravovat kolo.

## Investice do cyklistické (i pěší) infrastruktury
Tato tabulka znázorňuje, kolik peněz v jednotlivých letech magistrát ze svého rozpočtu vyhradil na rozvoj cyklistické infrastruktury, která ovšem zahrnuje i infrastrukturu pro pěší. Nejsou sem započítány neinvestinčí výdaje (údržba), které čítají ročně přibližně 10 milionů korun.
| Rok  | Milionů korun | Poznámka                             |
| ---- | ------------- | ------------------------------------ |
| 2003 | 9             |                                      |
| 2004 | 12            |                                      |
| 2005 | 20            |                                      |
| 2006 | 37            |                                      |
| 2007 | 46            |                                      |
| 2008 | 67,6          |                                      |
| 2009 | 73            |                                      |
| 2010 | 60            |                                      |
| 2011 | 62            |                                      |
| 2012 | 10            |                                      |
| 2013 | 18            |                                      |
| 2014 | 29,9          |                                      |
| 2015 | 25,1          |                                      |
| 2016 | 32,2          |                                      |
| 2017 | 17,9          |                                      |
| 2018 | 73,4          |                                      |
| 2019 | 94,5          | Bylo vyčerpáno necelých 40 % financí |
| 2020 | 170           | Nebyly vyčerpány všechny finance     |
| 2021 | 122           | Nebyly vyčerpány všechny finance     |
| 2022 | 178           | Nebyly vyčerpány všechny finance     |
| 2023 | 85            |                                      |
| 2024 | 120           |                                      |

## Kauzy

### Smrt Jana Bouchala

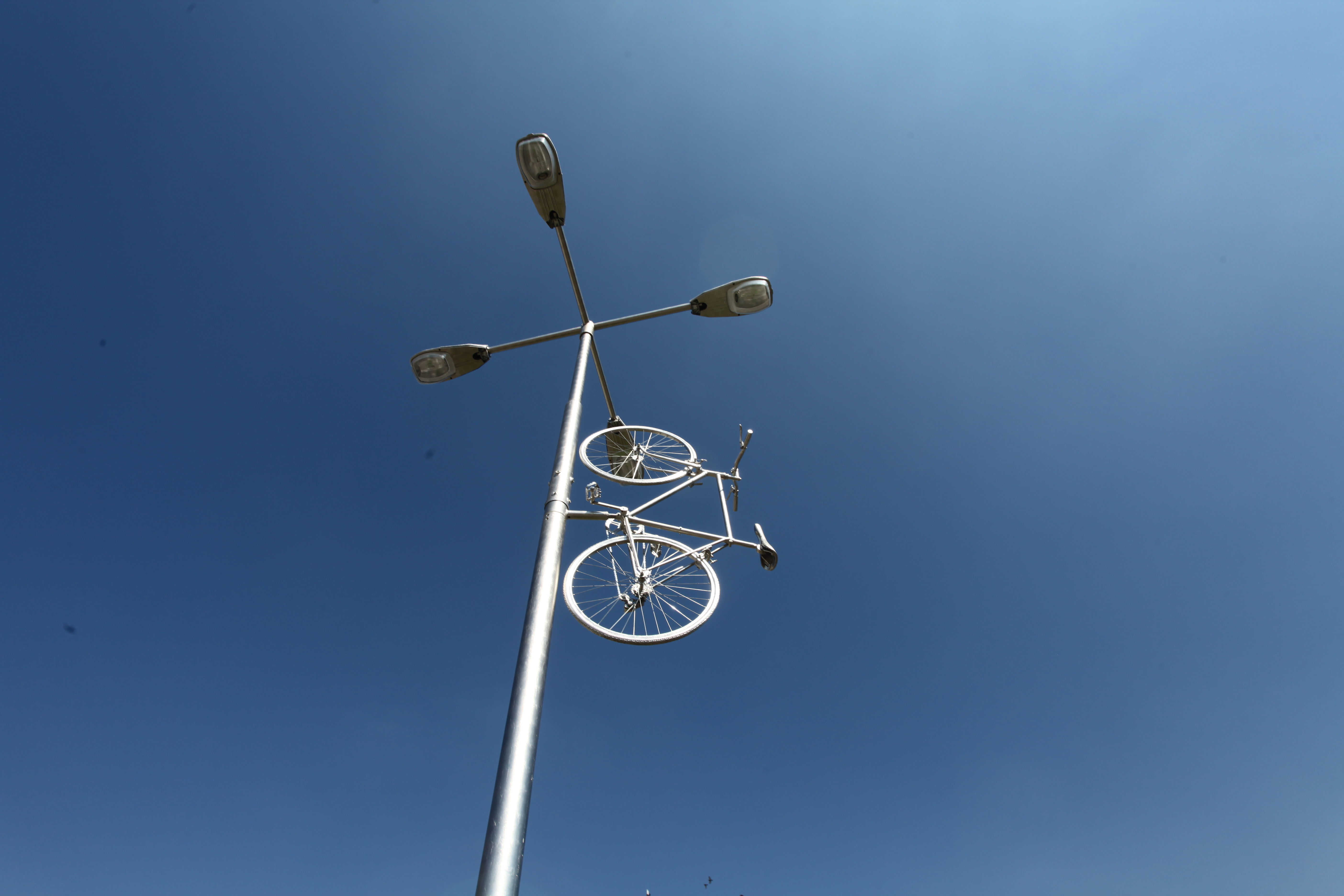
Bike to Heaven, památník všem obětem z řad cyklistů. Stojí na Praze 7, na místě, kde v roce 2006 zemřel propagátor cyklistiky Jan Bouchal

Dne 12. ledna 2006, sedm dní po sražení autem při jízdě na kole, zemřel v nemocnici na následky této dopravní nehody třicetiletý aktivista Jan Bouchal. Byl propagátorem městské cyklistiky a bojovníkem proti korupci. Šlo o ředitele spolku Oživení a spoluzakladatele a koordinátora spolku AutoMat. Inicioval síť cyklotras v Praze ale i v celé České republice.
K nehodě došlo na nábřeží Kapitána Jaroše v křižovatce s ulicí Dukelských hrdinů. Podle vyšetřování nedal Bouchal přednost projíždějícímu autu. S policejním zápisem události ale nesouhlasilo mnoho lidí, včetně očitých svědků svědků, novinářů či rodiny Bouchala.
Na místě nehody vznikl po pohřbu provizorní pomník. Po několika úpravách a proměnách tohoto pietního místa byla nakonec z prostředků veřejné sbírky a za soukromé podpory i ze strany primátora Bohuslava Svobody v roce 2013 realizována definitivní podoba pomníku dle návrhu Krištofa Kintery, nazvaný Bike to Heaven. Je určený jako pomník všem obětem z řad cyklistů v Praze.
Křižovatka, na které Bouchal zemřel, byla ve své době považována za jednu nejméně bezpečných křižovatek v Praze. Šest let po nehodě, v roce 2012, došlo k rekonstrukci křižovatky, kde se nehoda stala. Byly do ní začleněny i cyklistické přejezdy a bezpečnější přechody což zásadně zvýšilo bezpečnost. V roce 2018 byly směrem z Holešovic až ke křižovatce přidány cyklopruhy, ve stejném roce přibyl také cyklopruh vedoucí směrem z centra.

### Cyklisté na pěších zónách Prahy 1
V létě 2018 došlo na několik týdnů na území Prahy 1 k zákazu jízdních kol na všech pěších zónách v časovém rozmezí od 10 do 17 hodin. Zdůvodněním bylo ohrožování pěších v pěších zónách. Šlo o velmi kontroverzní návrh, protože například na náměstí Republiky sice nastal zákaz kol, nýbrž auta a tramvaje tudy jezdí běžně. Spolek AutoMat a další dva žalobci proti zákazu podali žalobu. Soud žalobcům vyhověl, zákaz byl po několika týdnech zrušen. Proti zákazu byla i primátorka Adriana Krnáčová či radní pro dopravu Petr Dolínek.

### Cykloobousměrné ulice v Karlíně
V roce 2012 byla většina ulic jednosměrných ve čtvrti Karlín na Praze 8 pro cyklisty zobousměrněna. V roce 2017 se je v rámci zavádění placených parkovacích zón pro rezidenty rozhodla Praha 8 zrušit. Za to městskou část žaloval spolek AutoMat spolu s občany Prahy 8. Městský soud v Praze dal za pravdu žalobcům v čele s AutoMatem a nařídil Praze 8 zrušit opatření řušící cykloobousměrky.
Městská část tak některé znovu musela obnovit, některé ale nechala zrušené. Za to AutoMat městskou část znovu žaloval a již počtvrté dne 24. ledna 2020 soud vyhrál. Městská část dostala od soudu podmínku 90 dní na nápravu situace. Praha 8 argumentovala zrušení cyklistických obousměrek tím, že jsou nebezpečné. Žádné výzkumy v Česku ani v zahraničí toto tvrzení nepodpořily, spíše naopak. Právní zástupce Štěpán Holub který obhajoval AutoMat a další občanu u soudu prohlásil: „Cyklistická doprava je fungující součástí běžného života téměř v každé metropoli světa. Měli bychom ji podporovat a ne potlačovat, jak chce Městská část Praha 8“.

## Jízdní kola ve veřejné dopravě
Přeprava jízdních kol je v Pražské integrované dopravě zdarma v metru, na přívozech, ve vlacích, petřínské lanové dráze, v některých autobusech a tramvajích. V metru mohou být na každé první a poslední plošině jednotlivých vozů soupravy přepravena až dvě kola, na dveřích vozů je povolení kol naznačeno piktogramy. V tramvajích je povoleno přepravovat především ve směrech do kopce, s výjimkou pracovních dnů od 14 až 19:00. V vlacích v rámci PID je jízdní kolo v přepravě jako spoluzavazadlo zdarma. Jedinou autobusovou linkou s povolenou přepravou kol jsou k roku 2019 linky 147 a Airport Express.